# Lijst van gemeentelijke monumenten in Oss (plaats)
De plaats Oss, hoofdplaats van de gelijknamige gemeente, kent 123 objecten die gemeentelijk monument zijn. Hieronder een overzicht. 

## Monumentenlijst
De volgende objecten staan op de meest recente monumentenlijst van de gemeente als 'gemeentelijk monument'.
| Object                                                                          | Bouwjaar | Architect                      | Locatie                                  | Coördinaten                   | Nr.        | Afbeelding                       |
| ------------------------------------------------------------------------------- | -------- | ------------------------------ | ---------------------------------------- | ----------------------------- | ---------- | -------------------------------- |
| Voormalig schoolgebouw; gevel woongebouw                                        |          |                                | Arendsvlucht 29-31-85-87, Torenstraat 13 | 51° 46' 10" NB, 5° 31' 15" OL | 0828/G368  | Meer afbeeldingen                |
| Villa                                                                           |          |                                | Beatrixlaan 2                            | 51° 45' 26" NB, 5° 31' 49" OL | 0828/G430  | Meer afbeeldingen                |
| Samengestelde villa                                                             |          |                                | Beatrixlaan 4                            | 51° 45' 26" NB, 5° 31' 50" OL | 0828/G431  | Meer afbeeldingen                |
| Samengestelde villa                                                             |          |                                | Beatrixlaan 6                            | 51° 45' 26" NB, 5° 31' 50" OL | 0828/G395  | Meer afbeeldingen                |
| Pastorie                                                                        |          |                                | Begijnenstraat 1                         | 51° 46' 11" NB, 5° 31' 19" OL | 0828/G301  | Meer afbeeldingen                |
| Fratershuis                                                                     |          |                                | Begijnenstraat 1a                        | 51° 46' 10" NB, 5° 31' 19" OL | 0828/G303  | Meer afbeeldingen                |
| Woonhuis/winkel                                                                 |          |                                | Begijnenstraat 3                         | 51° 46' 12" NB, 5° 31' 19" OL | 0828/G304  | Meer afbeeldingen                |
| Woonhuis                                                                        |          |                                | Begijnenstraat 6                         | 51° 46' 11" NB, 5° 31' 18" OL | 0828/G305  | Meer afbeeldingen                |
| Woonhuis                                                                        |          |                                | Begijnenstraat 8                         | 51° 46' 11" NB, 5° 31' 18" OL | 0828/G305  | Woonhuis                         |
| Boerderij/woonhuis                                                              |          |                                | Begijnenstraat 169                       | 51° 46' 19" NB, 5° 31' 15" OL | 0828/G306  | Meer afbeeldingen                |
| Kloostercomplex; voormalige Priorij Fons Vitae                                  |          |                                | Benedictuslaan 7                         | 51° 44' 33" NB, 5° 31' 48" OL | 0828/G371  | Meer afbeeldingen                |
| Heilig Hartbeeld                                                                | 1922     | August Falise                  | Berghemseweg (tov. 71a)                  | 51° 46' 12" NB, 5° 31' 56" OL | 0828/G384  | Meer afbeeldingen                |
| Gerardus Majellakerk                                                            |          |                                | Berghemseweg 4                           | 51° 46' 11" NB, 5° 31' 46" OL | 0828/G307  | Meer afbeeldingen                |
| Villa                                                                           |          |                                | Booglaan 1                               | 51° 45' 58" NB, 5° 31' 59" OL | 0828/G308  | Meer afbeeldingen                |
| Woonhuis                                                                        |          |                                | Booglaan 5                               | 51° 45' 59" NB, 5° 31' 60" OL | 0828/G309  | Meer afbeeldingen                |
| Woonhuis                                                                        |          |                                | Booglaan 7                               | 51° 45' 59" NB, 5° 32' 0" OL  | 0828/G402  | Meer afbeeldingen                |
| Woonhuis                                                                        |          |                                | Burgemeester van den Elzenlaan 16        | 51° 46' 6" NB, 5° 31' 56" OL  | 0828/G377  | Meer afbeeldingen                |
| Voormalig kerkgebouw; herinneringshuis Van Lith                                 |          |                                | Constantijn Huygensstraat 38             | 51° 45' 7" NB, 5° 30' 28" OL  | 0828/G373  | Meer afbeeldingen                |
| Woonhuis                                                                        |          |                                | Dr. Hermanslaan 2                        | 51° 45' 59" NB, 5° 31' 56" OL | 0828/G310  | Meer afbeeldingen                |
| Woonhuis                                                                        |          |                                | Dr. Hermanslaan 4                        | 51° 45' 59" NB, 5° 31' 56" OL | 0828/G311  | Meer afbeeldingen                |
| Woonhuis                                                                        |          |                                | Dr. Hermanslaan 6                        | 51° 45' 59" NB, 5° 31' 56" OL | 0828/G417  | Meer afbeeldingen                |
| Woonhuis                                                                        |          |                                | Dr. Hermanslaan 8                        | 51° 45' 59" NB, 5° 31' 55" OL | 0828/G418  | Meer afbeeldingen                |
| Woonhuis                                                                        |          |                                | Dr. Hermanslaan 10                       | 51° 46' 0" NB, 5° 31' 55" OL  | 0828/G419  | Meer afbeeldingen                |
| Woonhuis                                                                        |          |                                | Dr. Hermanslaan 12                       | 51° 46' 0" NB, 5° 31' 55" OL  | 0828/G420  | Meer afbeeldingen                |
| Woonhuis                                                                        |          |                                | Dr. Hermanslaan 14                       | 51° 46' 1" NB, 5° 31' 55" OL  | 0828/G421  | Meer afbeeldingen                |
| Woonhuis                                                                        |          |                                | Dr. Hermanslaan 16                       | 51° 46' 1" NB, 5° 31' 55" OL  | 0828/G422  | Meer afbeeldingen                |
| Woonhuis                                                                        |          |                                | Dr. Hermanslaan 18                       | 51° 46' 1" NB, 5° 31' 55" OL  | 0828/G423  | Meer afbeeldingen                |
| Woonhuis                                                                        |          |                                | Dr. Hermanslaan 20                       | 51° 46' 2" NB, 5° 31' 55" OL  | 0828/G428  | Meer afbeeldingen                |
| Woonhuis                                                                        |          |                                | Dr. Hermanslaan 22                       | 51° 46' 2" NB, 5° 31' 55" OL  | 0828/G403  | Meer afbeeldingen                |
| Woonhuis                                                                        |          |                                | Dr. Hermanslaan 24                       | 51° 46' 2" NB, 5° 31' 55" OL  | 0828/G312  | Meer afbeeldingen                |
| Woonhuis                                                                        |          |                                | Dr. Hermanslaan 26                       | 51° 46' 3" NB, 5° 31' 55" OL  | 0828/G424  | Meer afbeeldingen                |
| Woonhuis                                                                        |          |                                | Dr. Hermanslaan 28                       | 51° 46' 3" NB, 5° 31' 55" OL  | 0828/G425  | Meer afbeeldingen                |
| Woonhuis                                                                        |          |                                | Dr. Hermanslaan 30                       | 51° 46' 3" NB, 5° 31' 55" OL  | 0828/G426  | Meer afbeeldingen                |
| Woonhuis                                                                        |          |                                | Dr. Hermanslaan 32                       | 51° 46' 4" NB, 5° 31' 55" OL  | 0828/G427  | Meer afbeeldingen                |
| Woonhuis                                                                        |          |                                | Eikenboomgaard 6                         | 51° 46' 13" NB, 5° 31' 34" OL | 0828/G313  | Meer afbeeldingen                |
| Schoolgebouw                                                                    |          |                                | Eikenboomgaard 8                         | 51° 46' 13" NB, 5° 31' 34" OL | 0828/G314  | Meer afbeeldingen                |
| Schoolgebouw                                                                    |          |                                | Eikenboomgaard 10                        | 51° 46' 14" NB, 5° 31' 34" OL | 0828/G314  | Meer afbeeldingen                |
| Pomp met drinkbak                                                               |          |                                | Eikenboomgaard (ongenummerd; nabij 10)   | 51° 46' 14" NB, 5° 31' 34" OL | 0828/G388  | Meer afbeeldingen                |
| Boerderij/woonhuis                                                              |          |                                | Elzeneind 2                              | 51° 44' 57" NB, 5° 30' 32" OL | 0828/G434  | Meer afbeeldingen                |
| UVG-winkel                                                                      |          |                                | Gasstraat 5                              | 51° 45' 54" NB, 5° 32' 1" OL  | 0828/G315  | Meer afbeeldingen                |
| Kloostercomplex; voormalig kantoor Heilig Hartklooster                          |          |                                | Geurdenhof 85 t/m 109                    | 51° 45' 45" NB, 5° 30' 41" OL | 0828/G316  | Meer afbeeldingen                |
| Woonhuis                                                                        |          |                                | Heidelaan 7                              | 51° 45' 10" NB, 5° 32' 32" OL | 0828/G466  | Woonhuis                         |
| Krukhuisboerderij                                                               |          |                                | Heihoekstraat 9                          | 51° 45' 29" NB, 5° 29' 36" OL | 0828/G390  | Upload foto                      |
| Woonvilla                                                                       |          |                                | Hertogin Johannasingel 1                 | 51° 45' 43" NB, 5° 30' 55" OL | 0828/G317  | Meer afbeeldingen                |
| Woonvilla                                                                       |          |                                | Hertogin Johannasingel 2                 | 51° 45' 43" NB, 5° 30' 54" OL | 0828/G318  | Meer afbeeldingen                |
| Woonvilla                                                                       |          |                                | Hertogin Johannasingel 27                | 51° 45' 51" NB, 5° 30' 49" OL | 0828/G435  | Meer afbeeldingen                |
| Villa                                                                           |          |                                | Hertogin Johannasingel 29                | 51° 45' 52" NB, 5° 30' 49" OL | 0828/G396  | Meer afbeeldingen                |
| Marechausseekazerne/woonhuis                                                    | 1919     | Bouwbedrijf Hulleman, Deventer | Hescheweg 17                             | 51° 45' 34" NB, 5° 31' 47" OL | 0828/G319  | Meer afbeeldingen                |
| Marechausseekazerne/woonhuis                                                    | 1919     | Bouwbedrijf Hulleman, Deventer | Hescheweg 19                             | 51° 45' 34" NB, 5° 31' 47" OL | 0828/G404  | Meer afbeeldingen                |
| Marechausseekazerne/woonhuis                                                    | 1919     | Bouwbedrijf Hulleman, Deventer | Hescheweg 21                             | 51° 45' 34" NB, 5° 31' 46" OL | 0828/G405  | Meer afbeeldingen                |
| Marechausseekazerne/woonhuis                                                    | 1919     | Bouwbedrijf Hulleman, Deventer | Hescheweg 23                             | 51° 45' 33" NB, 5° 31' 46" OL | 0828/G406  | Meer afbeeldingen                |
| Villa                                                                           |          |                                | Hescheweg 43                             | 51° 45' 29" NB, 5° 31' 44" OL | 0828/G437  | Meer afbeeldingen                |
| Wegkruis                                                                        |          |                                | Hescheweg (ongenummerd; tegenover 38)    | 51° 45' 31" NB, 5° 31' 44" OL | 0828/G380  | Meer afbeeldingen                |
| Winkel/woonhuis                                                                 |          |                                | Heuvel 2, Monsterstraat 1A/B/C           | 51° 46' 8" NB, 5° 31' 27" OL  | 0828/G320  | Meer afbeeldingen                |
| Winkel/woonhuis                                                                 |          |                                | Heuvel 4                                 | 51° 46' 8" NB, 5° 31' 28" OL  | 0828/G321  | Winkel/woonhuis                  |
| Winkel/woonhuis                                                                 |          |                                | Heuvel 6                                 | 51° 46' 9" NB, 5° 31' 28" OL  | 0828/G322  | Meer afbeeldingen                |
| Winkel/woonhuis                                                                 |          |                                | Heuvel 15-15A                            | 51° 46' 9" NB, 5° 31' 30" OL  | 0828/G323  | Winkel/woonhuis                  |
| Winkel/woonhuis                                                                 |          |                                | Heuvel 17                                | 51° 46' 9" NB, 5° 31' 30" OL  | 0828/G324  | Meer afbeeldingen                |
| Winkel/woonhuis                                                                 |          |                                | Heuvel 19                                | 51° 46' 9" NB, 5° 31' 31" OL  | 0828/G325  | Winkel/woonhuis                  |
| Notarishuis                                                                     |          |                                | Heuvel 36                                | 51° 46' 11" NB, 5° 31' 33" OL | 0828/G326  | Meer afbeeldingen                |
| Winkel/woonhuis                                                                 |          |                                | Heuvelstraat 10-12, Monsterstraat 2B     | 51° 46' 7" NB, 5° 31' 26" OL  | 0828/G327  | Meer afbeeldingen                |
| Café/woonhuis                                                                   |          |                                | Hooghuisstraat 43                        | 51° 46' 10" NB, 5° 31' 44" OL | 0828/G328  | Meer afbeeldingen                |
| Winkel/woonhuis                                                                 |          |                                | Houtstraat 2, 4 en 4A/B/C                | 51° 46' 2" NB, 5° 31' 24" OL  | 0828/G329  | Meer afbeeldingen                |
| Winkel/woonhuis                                                                 |          |                                | Kerkstraat 1                             | 51° 46' 7" NB, 5° 31' 24" OL  | 0828/G330  | Meer afbeeldingen                |
| Winkel/woonhuis                                                                 |          |                                | Kerkstraat 3, 3A                         | 51° 46' 7" NB, 5° 31' 23" OL  | 0828/G331  | Meer afbeeldingen                |
| Winkel/woonhuis                                                                 |          |                                | Kerkstraat 9                             | 51° 46' 8" NB, 5° 31' 22" OL  | 0828/G332  | Meer afbeeldingen                |
| Café, woonhuis                                                                  |          |                                | Kerkstraat 90, 90A                       | 51° 46' 9" NB, 5° 31' 18" OL  | 0828/G334  | Café, woonhuis                   |
| Sheddaken Bergoss                                                               |          |                                | Koningsloper 11 t/m 25, Oostwal 21       | 51° 46' 2" NB, 5° 31' 41" OL  | 0828/G362  | Meer afbeeldingen                |
| Voormalige synagoge                                                             |          |                                | Koornstraat 1, 1A                        | 51° 46' 9" NB, 5° 31' 23" OL  | 0828/G335  | Meer afbeeldingen                |
| Boerderij                                                                       |          |                                | Koornstraat 143                          | 51° 46' 28" NB, 5° 31' 33" OL | 0828/G337  | Meer afbeeldingen                |
| Heilig Hartkerk                                                                 | 1921     | W.Th. van Aalst                | Kromstraat 107                           | 51° 45' 43" NB, 5° 30' 39" OL | 0828/G338  | Meer afbeeldingen                |
| Galerij van de pastorie                                                         |          |                                | Kromstraat 109                           | 51° 45' 43" NB, 5° 30' 37" OL | 0828/G339  | Meer afbeeldingen                |
| Voormalige pastorie                                                             |          |                                | Kromstraat 109 A tm L                    | 51° 45' 43" NB, 5° 30' 37" OL | 0828/G339  | Meer afbeeldingen                |
| Woonhuis; onderdeel van woonblok                                                |          |                                | Kromstraat 23                            | 51° 45' 44" NB, 5° 30' 59" OL | 0828/G444  | Woonhuis; onderdeel van woonblok |
| Woonhuis; onderdeel van woonblok                                                |          |                                | Kromstraat 25                            | 51° 45' 44" NB, 5° 30' 58" OL | 0828/G397  | Woonhuis; onderdeel van woonblok |
| Woonhuis; onderdeel van woonblok                                                |          |                                | Kromstraat 27                            | 51° 45' 44" NB, 5° 30' 58" OL | 0828/G398  | Woonhuis; onderdeel van woonblok |
| Woonhuis; onderdeel van woonblok                                                |          |                                | Kromstraat 29                            | 51° 45' 43" NB, 5° 30' 60" OL | 0828/G399  | Woonhuis; onderdeel van woonblok |
| Woonhuis                                                                        |          |                                | Kromstraat 30                            | 51° 45' 43" NB, 5° 30' 59" OL | 0828/G445  | Meer afbeeldingen                |
| Portierswoning/kantoor                                                          |          |                                | Kruisstraat 19                           | 51° 46' 1" NB, 5° 31' 18" OL  | 0828/G341  | Meer afbeeldingen                |
| Herenhuis/kantoor                                                               |          |                                | Kruisstraat 21                           | 51° 45' 60" NB, 5° 31' 17" OL | 0828/G3421 | Meer afbeeldingen                |
| Leeuweriksschool                                                                |          |                                | Leeuwerikstraat 2                        | 51° 46' 7" NB, 5° 32' 35" OL  | 0828/G394  | Meer afbeeldingen                |
| Voormalig schoolgebouw                                                          |          |                                | Linkensweg 1                             | 51° 46' 14" NB, 5° 31' 46" OL | 0828/G391  | Meer afbeeldingen                |
| Wegkruis                                                                        |          |                                | Linnenplein bij vlasgaard nr. 9          | 51° 45' 39" NB, 5° 30' 4" OL  | 0828/G381  | Meer afbeeldingen                |
| Langgevelboerderij                                                              |          |                                | Macharenseweg 17                         | 51° 46' 43" NB, 5° 31' 46" OL | 0828/G343  | Meer afbeeldingen                |
| Woonhuis Simon v.d. Bergh/winkel                                                |          |                                | Molenstraat 3                            | 51° 46' 4" NB, 5° 31' 28" OL  | 0828/G344  | Meer afbeeldingen                |
| Winkel/woonhuis                                                                 | ca. 1885 |                                | Molenstraat 13 en 13A                    | 51° 46' 3" NB, 5° 31' 29" OL  | 0828/G346  | Meer afbeeldingen                |
| Winkel/woonhuis                                                                 | ca. 1885 |                                | Molenstraat 15                           | 51° 46' 3" NB, 5° 31' 29" OL  | 0828/G411  | Meer afbeeldingen                |
| Titus Brandsma Lyceum                                                           |          |                                | Molenstraat 30                           | 51° 46' 2" NB, 5° 31' 33" OL  | 0828/G347  | Meer afbeeldingen                |
| Kantoor                                                                         |          |                                | Molenstraat 53-55-55A; Boterstraat 1A    | 51° 45' 59" NB, 5° 31' 33" OL | 0828/G348  | Meer afbeeldingen                |
| Woonhuis/kantoor                                                                |          |                                | Molenstraat 56                           | 51° 45' 57" NB, 5° 31' 37" OL | 0828/G349  | Meer afbeeldingen                |
| Villa                                                                           |          |                                | Molenstraat 57                           | 51° 45' 58" NB, 5° 31' 33" OL | 0828/G350  | Meer afbeeldingen                |
| Villa                                                                           |          |                                | Molenstraat 59                           | 51° 45' 58" NB, 5° 31' 34" OL | 0828/G351  | Meer afbeeldingen                |
| Villa/winkel                                                                    |          |                                | Molenstraat 60                           | 51° 45' 56" NB, 5° 31' 39" OL | 0828/G352  | Meer afbeeldingen                |
| Herenhuis                                                                       |          |                                | Molenstraat 62                           | 51° 45' 56" NB, 5° 31' 38" OL | 0828/G401  | Meer afbeeldingen                |
| Herenhuis                                                                       |          |                                | Molenstraat 64                           | 51° 45' 55" NB, 5° 31' 39" OL | 0828/G414  | Meer afbeeldingen                |
| Woonhuis                                                                        |          |                                | Molenstraat 73                           | 51° 45' 53" NB, 5° 31' 39" OL | 0828/G449  | Meer afbeeldingen                |
| Winkel/woonhuis                                                                 |          |                                | Molenstraat 74 en 76                     | 51° 45' 54" NB, 5° 31' 40" OL | 0828/G357  | Meer afbeeldingen                |
| Hotel/restaurant                                                                |          |                                | Molenstraat 81                           | 51° 45' 52" NB, 5° 31' 40" OL | 0828/G358  | Meer afbeeldingen                |
| Villa                                                                           |          |                                | Molenstraat 130                          | 51° 45' 40" NB, 5° 31' 51" OL | 0828/G375  | Meer afbeeldingen                |
| Leerfabriek Van Maasakker                                                       |          |                                | Molenstraat 159                          | 51° 45' 41" NB, 5° 31' 47" OL | 0828/G487  | Meer afbeeldingen                |
| Woonhuis/dansschool                                                             |          |                                | Monsterstraat 1                          | 51° 46' 8" NB, 5° 31' 27" OL  | 0828/G359  | Meer afbeeldingen                |
| Woning/kantoor                                                                  |          |                                | Monsterstraat 3, 3A, 3B                  | 51° 46' 9" NB, 5° 31' 26" OL  | 0828/G360  | Meer afbeeldingen                |
| Samengesteld woonhuis                                                           |          |                                | Nieuwe Brouwerstraat 46                  | 51° 46' 5" NB, 5° 31' 7" OL   | 0828/G452  | Meer afbeeldingen                |
| Samengesteld woonhuis                                                           |          |                                | Nieuwe Brouwerstraat 48                  | 51° 46' 5" NB, 5° 31' 7" OL   | 0828/G462  | Meer afbeeldingen                |
| Villa                                                                           |          |                                | Nieuwe Hescheweg 21                      | 51° 45' 25" NB, 5° 31' 56" OL | 0828/G376  | Meer afbeeldingen                |
| Woonhuis/werkplaats                                                             |          |                                | Oijenseweg 10                            | 51° 46' 22" NB, 5° 31' 11" OL | 0828/G455  | Meer afbeeldingen                |
| Wegkruis                                                                        |          |                                | Oijenseweg (ongenummerd; bij nr. 10      | 51° 46' 22" NB, 5° 31' 12" OL | 0828/G382  | Meer afbeeldingen                |
| Lantaarnkapgebouw Bergoss                                                       |          |                                | Oostwal 171/173                          | 51° 46' 5" NB, 5° 31' 43" OL  | 0828/G362  | Meer afbeeldingen                |
| Synagoge                                                                        |          |                                | Oude Kerkstraat 12                       | 51° 45' 58" NB, 5° 31' 9" OL  | 0828/G393  | Meer afbeeldingen                |
| Kerkgebouw/verzamelgebouw; Pauluskerk                                           |          |                                | Oude Litherweg 2                         | 51° 46' 17" NB, 5° 30' 50" OL | 0828/G429  | Meer afbeeldingen                |
| Voormalige school (R.K. Meisjesschool), Kantoor                                 | 1913     |                                | Oude Molenstraat 2                       | 51° 45' 37" NB, 5° 31' 52" OL | 0828/G363  | Meer afbeeldingen                |
| Zuidergebouw, voormalige jongenschool St. Anthoniusschool en later Zuiderschool | 1913     |                                | Oude Molenstraat 17                      | 51° 45' 33" NB, 5° 31' 59" OL | 0828/G364  | Meer afbeeldingen                |
| Woonhuis/winkelpand                                                             |          |                                | Peperstraat 12                           | 51° 46' 10" NB, 5° 31' 26" OL | 0828/G392  | Meer afbeeldingen                |
| Woonhuis                                                                        |          |                                | Peperstraat 21                           | 51° 46' 10" NB, 5° 31' 24" OL | 0828/G365  | Meer afbeeldingen                |
| Woonhuis/café                                                                   |          |                                | Ridderhof 40                             | 51° 45' 53" NB, 5° 31' 36" OL | 0828/G456  | Meer afbeeldingen                |
| Woonhuis                                                                        |          |                                | Spoorlaan 12                             | 51° 45' 54" NB, 5° 31' 43" OL | 0828/G457  | Meer afbeeldingen                |
| Villa                                                                           |          |                                | Spoorlaan 42 en 42A                      | 51° 45' 55" NB, 5° 31' 48" OL | 0828/G366  | Meer afbeeldingen                |
| Helft van dubbel woonhuis                                                       |          |                                | Spoorlaan 80                             | 51° 45' 58" NB, 5° 31' 57" OL | 0828/G367  | Meer afbeeldingen                |
| Helft van dubbel woonhuis                                                       |          |                                | Spoorlaan 82                             | 51° 45' 58" NB, 5° 31' 57" OL | 0828/G416  | Meer afbeeldingen                |
| Langgevelboerderij                                                              |          |                                | Steltlaan 1                              | 51° 44' 37" NB, 5° 31' 41" OL | 0828/G568  | Meer afbeeldingen                |
| Kortgevelboerderij                                                              |          |                                | Tuinstraat 15                            | 51° 46' 8" NB, 5° 31' 1" OL   | 0828/G369  | Meer afbeeldingen                |
| Schutkooi                                                                       |          |                                | Ussenstraat (ongenummerd; nabij 99)      | 51° 45' 60" NB, 5° 29' 31" OL | 0828/G389  | Meer afbeeldingen                |
| Willibrordusputje                                                               |          |                                | Willibrordusweg, ongenummerd             | 51° 44' 49" NB, 5° 32' 41" OL | 0828/G370  | Meer afbeeldingen                |

## Voormalige monumenten
Deze objecten zijn eerder wel monument geweest, maar staan niet meer op de meest recente monumentenlijst van de gemeente:
| Object                                                                                               | Bouwjaar | Architect | Locatie | Coördinaten                   | Nr.       | Afbeelding                                                                                           |
| --- | -------- | --------- | --- | ----------------------------- | --------- | --- |
| VERVALLEN: Waterstation                                                                              |          |           | Floraliastraat (tussen 24 en 26) | 51° 45' 43" NB, 5° 31' 43" OL | 0828/G463 | Meer afbeeldingen                                                                                    |
| VERVALLEN: Voormalige St. Jans-mavo                                                                  |          |           | Koornstraat 12a | 51° 46' 15" NB, 5° 31' 24" OL | 0828/G374 | Meer afbeeldingen                                                                                    |
| VERDWENEN: Schutkooi                                                                                 |          |           | Terloo; vermoedelijk verdwenen bij bouw wijk Mettegeupel | 51° 46' 47" NB, 5° 30' 38" OL | 0828/G409 | Upload foto                                                                                          |
| VERVALLEN: Poortfragmenten inclusief timpaan van het oude Sint Anna-ziekenhuis aan de Begijnenstraat |          |           | Joannes Zwijsenlaan; voormalige terrein ziekenhuis Sint Anna/Bernhoven; na beschadiging in (tijdelijke) opslag geplaatst, en vanaf 2025 geplaatst in zorgcentrum 'De Wellen' aan de Begijnenstraat | 51° 46' 13" NB, 5° 31' 16" OL | 0828/G439 | VERVALLEN: Poortfragmenten inclusief timpaan van het oude Sint Anna-ziekenhuis aan de Begijnenstraat |